# Plesiophrictus madraspatanus
Plesiophrictus madraspatanus é uma espécie de aranha pertencente à família Theraphosidae (tarântulas).